# 리전 스타디움
리전 스타디움(Legion Stadium)은 미국의 축구 전용 경기장으로 노스캐롤라이나주 윌밍턴에 위치하고 있으며 과거 USL 리그 2 윌밍턴 해머헤즈 FC의 홈 경기장이었다.